# Edward David Hughes
Edward David Hughes (* 18. Juni 1906 in Criccieth; † 30. Juni 1963 in London) war ein britischer Chemiker (Organische Chemie). 
Hughes war der Sohn eines Bauern und studierte am 1924 zunächst Pädagogik am University College of North Wales in Bangor (Wales) mit dem Bachelor-Abschluss 1927. Als Schüler von K. J. P. Orton wechselte er zur Chemie und wurde 1930 in Bangor bei Herbert Ben Watson promoviert. Danach war am University College London (UCL), ab 1932 als Demonstrator und ab 1939 als Lecturer tätig. 1938 erhielt er den D. Sc. in London und wurde 1943 Chemieprofessor am University College in Bangor. 1948 wurde er Professor am University College London. 1957 bis 1961 war er stellvertretender Leiter der Chemiefakultät und 1959 bis 1961 war er Dekan für Wissenschaft.
Er studierte Reaktionsmechanismen und Kinetik von organischen Reaktionen mit rund 300 wissenschaftlichen Veröffentlichungen. Er war ein Pionier in der Nutzung von Isotopen im Studium von Reaktionen. Am UCL arbeitete er eng mit Christopher Kelk Ingold zusammen.
Hughes war Fellow der Royal Society.